# Englische Rugby-Union-Meisterschaft 1993/94
Die Saison 1993/1994 der Premiership Rugby war die siebte Saison der obersten Spielklasse der englischen Rugby-Union-Meisterschaft. Aus Sponsoringgründen trug sie den Namen Courage League. Sie umfasste 18 Spieltage mit je einer Vor- und Rückrunde. Den Meistertitel gewann zum vierten Mal in Folge und zum insgesamt fünften Mal Bath Rugby, während London Irish und Newcastle Gosforth absteigen mussten.

## Courage League
Tabelle

M: Letztjähriger Meister

P: Promotion (Aufsteiger) aus der National Division One
|     | Team                   | Spiele | Siege | Unent. | Ndlg. | Spiel- punkte | Diff. | Tabellen- punkte |
| --- | ---------------------- | ------ | ----- | ------ | ----- | ------------- | ----- | ---------------- |
| 01. | Bath Rugby (M)         | 18     | 17    | 0      | 1     | 431:181       | + 250 | 34               |
| 02. | Leicester Tigers       | 18     | 14    | 0      | 4     | 425:210       | + 215 | 28               |
| 03. | London Wasps           | 18     | 10    | 1      | 7     | 362:340       | + 22  | 21               |
| 04. | Bristol Rugby          | 18     | 10    | 0      | 8     | 331:276       | + 55  | 20               |
| 05. | Northampton Saints     | 18     | 9     | 0      | 9     | 305:342       | − 37  | 18               |
| 06. | Harlequins             | 18     | 8     | 0      | 10    | 333:287       | + 46  | 16               |
| 07. | Orrell RUFC            | 18     | 8     | 0      | 10    | 327:302       | + 25  | 16               |
| 08. | Gloucester RFC         | 18     | 6     | 2      | 10    | 247:356       | − 109 | 14               |
| 09. | London Irish           | 18     | 4     | 0      | 14    | 217:391       | − 174 | 8                |
| 10. | Newcastle Gosforth (P) | 18     | 2     | 1      | 15    | 190:483       | − 293 | 5                |

Die Punkte wurden wie folgt verteilt:
- 2 Punkte bei einem Sieg
- 1 Punkte bei einem Unentschieden
- 0 Punkte bei einer Niederlage

## National Division One
Die Saison der zweiten Liga (National Division One) umfasste 18 Spieltage mit je einer Vor- und Rückrunde. Die zwei bestplatzierten Mannschaften, die Sale Sharks und der West Hartlepool RFC, stiegen in die Premiership auf. Die Rugby Lions und der Otley RUFC mussten in die National Division Two absteigen.
Tabelle

P: Promotion (Aufsteiger) aus der National Division Two

R: Relegation (Absteiger) aus der Premiership
|     | Team                    | Spiele | Siege | Unent. | Ndlg. | Spiel- punkte | Diff. | Tabellen- punkte |
| --- | ----------------------- | ------ | ----- | ------ | ----- | ------------- | ----- | ---------------- |
| 01. | Sale Sharks             | 18     | 13    | 2      | 3     | 438:160       | + 278 | 28               |
| 02. | West Hartlepool RFC (R) | 18     | 13    | 2      | 3     | 389:271       | + 118 | 28               |
| 03. | Saracens (R)            | 18     | 11    | 1      | 6     | 299:238       | + 61  | 23               |
| 04. | Wakefield RFC           | 18     | 8     | 3      | 7     | 347:240       | + 107 | 19               |
| 05. | Moseley RFC             | 18     | 9     | 1      | 8     | 266:220       | + 46  | 19               |
| 06. | Nottingham RFC          | 18     | 8     | 1      | 9     | 254:326       | − 72  | 19               |
| 07. | Waterloo RFC            | 18     | 6     | 2      | 10    | 231:346       | − 115 | 14               |
| 08. | London Scottish (R)     | 18     | 6     | 0      | 12    | 232:325       | − 93  | 12               |
| 09. | Rugby Lions (R)         | 18     | 5     | 1      | 12    | 186:302       | − 116 | 11               |
| 10. | Otley RUFC (P)          | 18     | 4     | 1      | 13    | 235:449       | − 214 | 9                |

Die Punkte wurden wie folgt verteilt:
- 2 Punkte bei einem Sieg
- 1 Punkte bei einem Unentschieden
- 0 Punkte bei einer Niederlage